# 1989 w polityce

Godło PRL

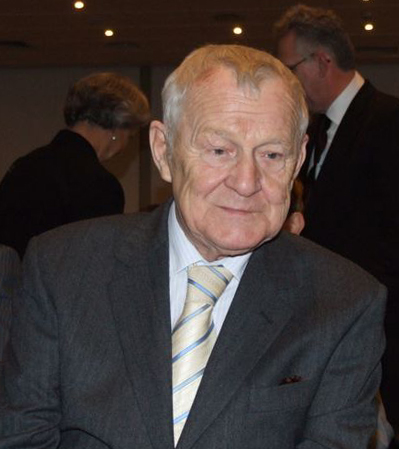
Mieczysław Rakowski

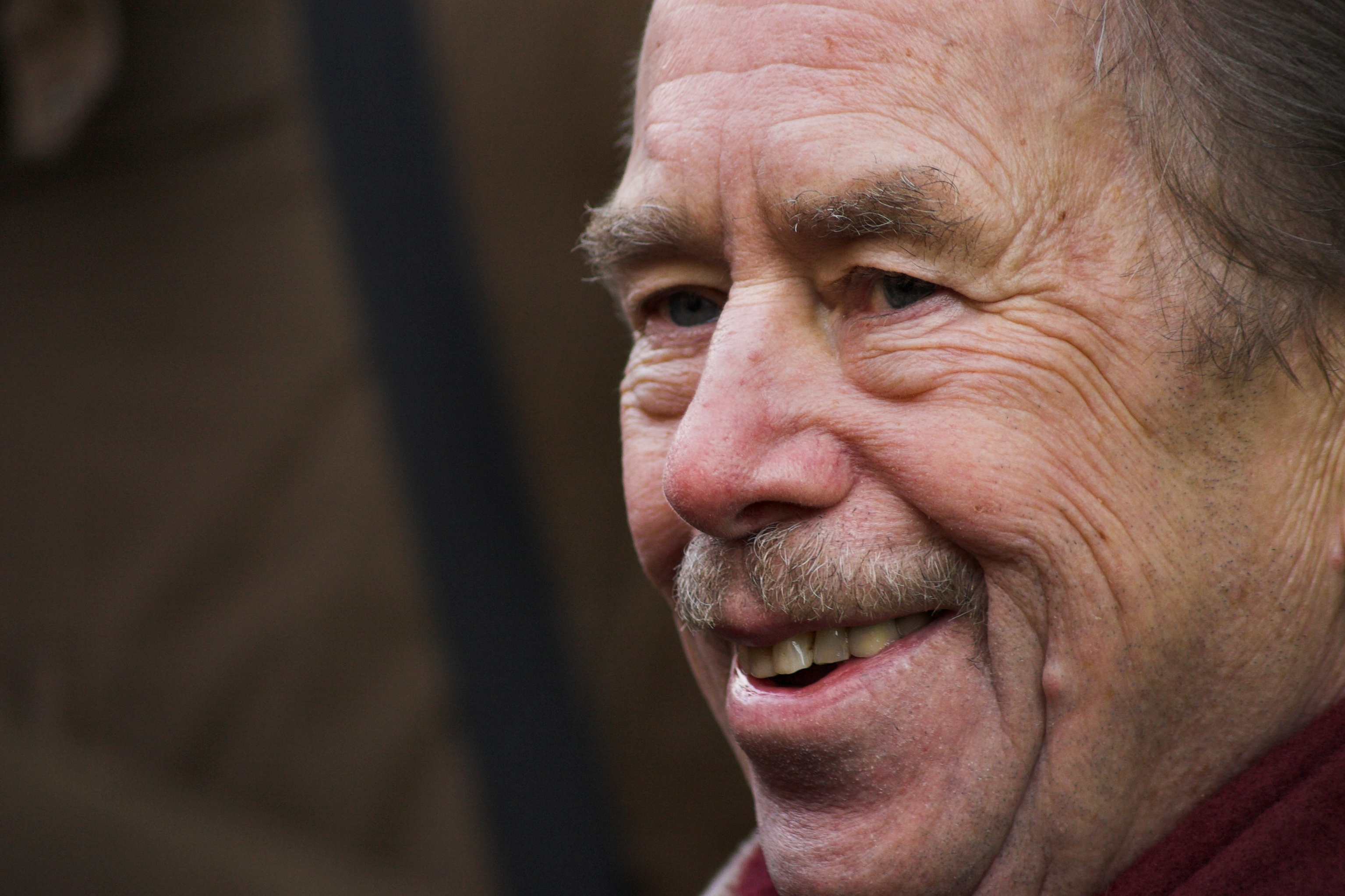
Václav Havel

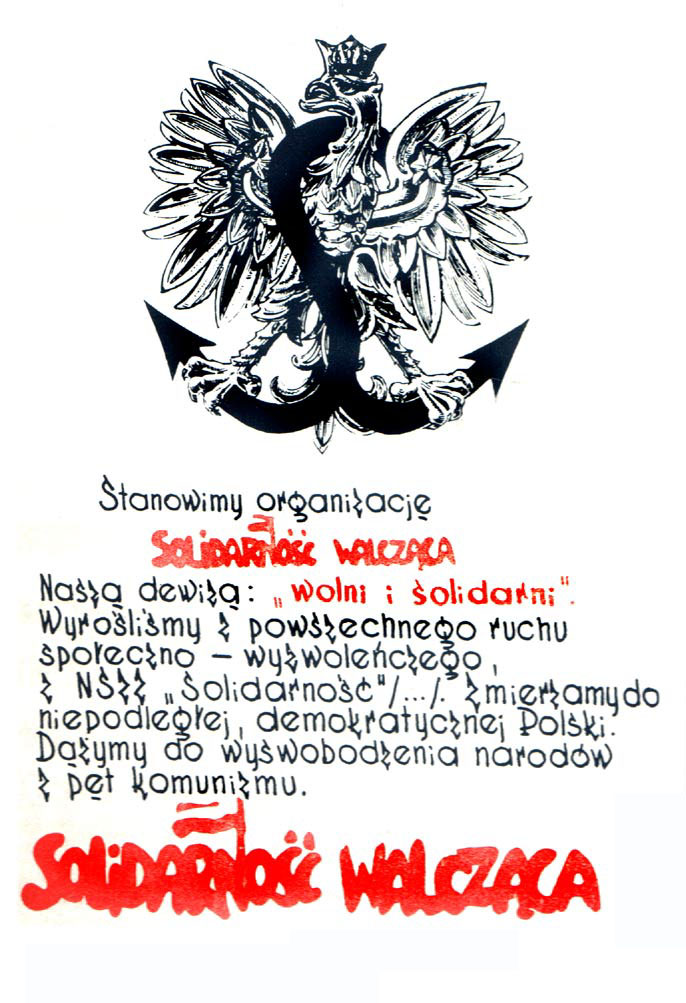
Plakat „Solidarności Walczącej”

Flaga Litewskiej SRR

Wydarzenia polityczne w 1989 roku.

## Styczeń
- 1 stycznia – Hiszpania przejęła prezydencję w Radzie Wspólnot Europejskich[1].
- 4 stycznia – w Klarysewie doszło do spotkania pomiędzy przedstawicielami władz Polskiej Rzeczypospolitej Ludowej (Mieczysławem Rakowskim, Józefem Czyrkiem, Stanisławem Cioskiem i Władysławem Lorancem) i Kościoła katolickiego (kard. Franciszkiem Macharskim, bp Jerzym Strobą, ks. Alojzym Orszulikiem). Rakowski przedstawił swoją wizję przedterminowych wyborów do Sejmu[2].
- 6, 11 i 14 stycznia – odbyły się spotkania Stanisława Cioska z Tadeuszem Mazowieckim i ks. Alojzym Orszulikiem. Podczas spotkań dyskutowano na temat zbliżającej się drugiej części X Plenum KC PZPR oraz możliwości zmian ustrojowych i ponownej legalizacji „Solidarności”[2].
- 7 stycznia – w Tokio zmarł cesarz Japonii Hirohito. Następcą został jego syn – książę Akihito[3].
- 10 stycznia – Liga Wolności Litwy i Partia Demokratyczna zorganizowały antykomunistyczny wiec w Wilnie[2].
- 11 stycznia – parlament Węgier uchwalił ustawę o wolności zrzeszania się i demonstrowania poglądów[2].
- 15–21 stycznia – odbył się tydzień Palacha w Pradze – seria demonstracji zorganizowanych w 20. rocznicę samospalenia Jana Palacha, protestującego przeciw inwazji wojsk Układu Warszawskiego na Czechosłowację w 1968 roku i późniejszej okupacji radzieckiej[4].
- 16–18 stycznia – druga część X Plenum KC PZPR. Wobec groźby dymisji części członków Biura Politycznego (gen. Wojciecha Jaruzelskiego, gen. Czesława Kiszczaka, Mieczysława Rakowskiego, gen. Floriana Siwickiego) podjęto decyzję o ponownej legalizacji NSZZ „Solidarność”[2].
- 18 stycznia – ustanowiono język estoński językiem państwowym w Estonii[2].
- 20 stycznia – odbyła się kolejna tura rozmów w gronie Mazowiecki–Ciosek–ks. Orszulik. Podczas spotkania dyskutowano na temat porządku obrad między władzą a „Solidarnością”[2].
- 22 stycznia – KKW NSZZ „Solidarność” wydało oświadczenie uznające decyzje X Plenum KC PZPR za zgodę na rozmowy przy okrągłym stole. Do prac nad przygotowaniem rozmów wyznaczono Zbigniewa Bujaka, Władysława Frasyniuka i Mieczysława Gila[2].
- 24 stycznia – odbyło się kolejne spotkanie grupy Mazowiecki–Ciosek–ks. Orszulik, podczas którego ustalono szczegóły spotkania zespołów roboczych pod kierunkiem Lecha Wałęsy i gen. Kiszczaka[2].
- 27 stycznia – odbyło się spotkanie w Magdalence pomiędzy przedstawicielami władz i „S”. Rozmowy w Magdalence były zamknięciem rozmów przygotowawczych przed obradami przy okrągłym stole[2].

## Luty
- 6 lutego – rozpoczęły się obrady Okrągłego Stołu w Pałacu Namiestnikowskim w Warszawie. Szefem strony koalicyjno-rządowej był minister spraw wewnętrznych gen. Czesław Kiszczak, a strony solidarnościowo-opozycyjnej Lech Wałęsa[3].
- 11 lutego – na Węgrzech uchwalono ustawy o systemie wielopartyjnym, w wyniku czego natychmiastowo wznowiono działalność ok. 50 partii[2].
- 16 lutego – po 300-tysięcznym wiecu w Wilnie Sąjūdis zadeklarował walkę o niepodległość Litwy[2].
- 21 lutego – były pracownik Rady Bezpieczeństwa Narodowego pułkownik Oliver North stanął przed sądem w Waszyngtonie pod zarzutem zorganizowania dostaw broni do Iranu[3].
- 24 lutego – rozpoczęto rejestrację obywateli Estonii przez antykomunistyczną opozycję w celu przeprowadzenia wyborów parlamentarnych[2].

## Marzec
- 2 marca – w Magdalence odbyło się spotkanie gen. Czesława Kiszczaka z Lechem Wałęsą w celu przełamania impasu w rozmowach Okrągłego Stołu. Kwestie sporne dotyczyły przede wszystkim podziału mandatów w parlamencie, przewidywanej reformy systemu prawnego oraz rejestracji NZS[2].
- 4 marca – kolejna tura rozmów Pałacu Namiestnikowskim zakończyła się fiaskiem[2].
- 15 marca – w Budapeszcie odbyła się manifestacja w 141. rocznicę Wiosny Ludów[2].
- 18–19 marca – odbył się III Zjazd NSZZ „Solidarność” RI[2].
- 22 marca – utworzono Okrągły Stół Opozycji. Była to próba porozumienia między opozycyjnymi wobec władzy ugrupowaniami na Węgrzech[2].

## Kwiecień
- 5 kwietnia – uroczyście zakończyły się obrady Okrągłego Stołu[2].
- 7 kwietnia – wprowadzono zmiany w konstytucji Polskiej Rzeczypospolitej Ludowej oraz uchwalono Prawo o stowarzyszeniach[2].
- 10 kwietnia – na Łotwie antykomunistyczna opozycja rozpoczęła rejestrację obywateli w celu przeprowadzenia wyborów parlamentarnych[2].
- 13 kwietnia – Rada Państwa wyznaczyła termin wyborów na 4 i 18 czerwca. Powołano Państwową Komisję Wyborczą[2].
- 17 kwietnia – zarejestrowano Niezależny Samorządny Związek Zawodowy „Solidarność”[3].
- 18 kwietnia – powołano Komisję Porozumiewawczą w celu nadzoru nad realizacją postanowień Okrągłego Stołu[2].
- 23 kwietnia – ustalono ostateczną listę kandydatów w wyborach do parlamentu przez Komitet Obywatelski[2].
- 29 kwietnia – odbyło się spotkanie Lecha Wałęsy z kandydatami Komitetu Obywatelskiego do parlamentu w Stoczni Gdańskiej – sesja fotograficzna na potrzeby kampanii wyborczej[2].

## Maj
- 7 maja – w Niemieckiej Republice Demokratycznej odbyły się wybory komunalne. Opozycjoniści przeprowadzili akcję obserwacyjną wykrywając przy tym jawne nadużycia[2].
- 8 maja – ukazał się pierwszy numer „Gazety Wyborczej” (150-tysięczny nakład)[2].
- 9 maja – odbyła się pierwsza telewizyjna audycja Solidarności[2].
- 12 maja – gen. Wojciech Jaruzelski ogłosił, że został kandydatem na urząd prezydenta PRL[2].
- 17 maja – Sejm uchwalił ustawy nadające Kościołowi osobowość prawną oraz gwarantujących prawo tworzenia organizacji kościelnych i katolickich[2].
- 18 maja – Rada Najwyższa Litwy uchwaliła ustawę o suwerenności Litewskiej SRR w ramach ZSRR[2].
- 31 maja:
  - ukazał się pierwszy numer wznowionego „Tygodnika Solidarność” pod redakcją Tadeusza Mazowieckiego[2].
  - w Moguncji prezydent Stanów Zjednoczonych George H.W. Bush przedstawił program przezwyciężenia podziału Europy[5].

## Czerwiec
- 3 czerwca – zmarł Ruhollah Chomejni, szyicki przywódca religijny i polityczny, ajatollah[5].
- 4 czerwca:
  - odbyło się pierwsza tura wyborów do Sejmu kontraktowego w Polsce. Zdecydowane zwycięstwo odniósł Komitet Obywatelski (160 ze 161 mandatów w Sejmie i 92 obsadzone miejsca w Senacie)[2].
  - krwawo stłumiono protesty studenckie na placu Tian’anmen w Chińskiej Republice Ludowej[5].
- 12 czerwca – wydano dekret w sprawie zmiany ordynacji wyborczej przez Radę Państwa[2].
- 15–18 czerwca – odbyły się wybory do Parlamentu Europejskiego[1].
- 16 czerwca – w Budapeszcie odbył się pogrzeb Imre Nagya[2].
- 18 czerwca – w Polsce przeprowadzono drugą turę wyborów parlamentarnych – opozycja wywalczyła brakujący mandat poselski oraz osiem z dziewięciu możliwych do uzyskania miejsc w Senacie[2].
- 23 czerwca – utworzono Obywatelski Klub Parlamentarny z Bronisławem Geremkiem na czele[2].
- 25 czerwca – doszło do próby reaktywacji Polskiego Stronnictwa Ludowego przez zjazd niezależnych działaczy ludowych w Warszawie[2].
- 26–27 czerwca – w Madrycie odbyło się spotkanie Rady Europejskiej[1].

## Lipiec
- 1 lipca – Francja przejęła prezydencję w Radzie Wspólnot Europejskich[1].
- 4 lipca:
  - odbyło się pierwsze posiedzenie obu izb polskiego parlamentu, podczas którego wybrano: marszałków Sejmu (Mikołaj Kozakiewicz) i Senatu (Andrzej Stelmachowski)[2];
  - premier Republiki Południowej Afryki Pieter Willem Botha spotkał się z Nelsonem Mandelą[6].
- 6 lipca:
  - zrehabilitowano Imre Nagya[2].
  - zmarł János Kádár, sekretarz generalny KC Węgierskiej Socjalistycznej Partii Robotniczej w latach 1956–1988[2].
- 17 lipca:
  - Austria złożyła wniosek o przyjęcie do Wspólnoty Europejskiej[1].
  - wznowiono stosunki dyplomatyczne między Polską Ludową a Watykanem[2].
- 19 lipca – Zgromadzenie Narodowe wybrało na prezydenta Polski generała Wojciecha Jaruzelskiego (który był jedynym zgłoszonym kandydatem)[3].
- 26 lipca – Rada Najwyższa Łotwy przyjęła deklarację suwerenności Łotewskiej Socjalistycznej Republiki Radzieckiej.
- 28 lipca – prezydentem Iranu został Ali Akbar Haszemi Rafsandżani[3].
- 29 lipca – Mieczysław Rakowski został wybrany na I sekretarza KC PZPR[2].

## Sierpień
- 23 sierpnia – 2 miliony obywateli Litwy, Łotwy i Estonii utworzyły bałtycki łańcuch w proteście przeciw następstwom paktu Ribbentrop-Mołotow[2].
- 24 sierpnia – Tadeusz Mazowiecki został wybrany na premiera Polski[2].

## Wrzesień
- 4 września – w Lipsku wybuchły pierwsze demonstracje[2].
- 6 września – nowym prezydentem Republiki Południowej Afryki został Frederik Willem de Klerk[3].
- 11 września – Węgry otworzyły granicę z Austrią. Krok ten spowodował wyjazd 15 tysięcy obywateli NRD w ciągu 3 dni[2].
- 18 września – zakończyły się obrady Trójkątnego Stołu – na Węgrzech zdecydowano się przeprowadzić wolne wybory do parlamentu i zmiany w konstytucji[2].
- 19 września:
  - podpisano układ o współpracy handlowej i gospodarczej między Polską a Wspólnotą Europejską[1].
  - Nowe Forum zrzeszające enerdowskich opozycjonistów wystąpiło z żądaniem rejestracji[2].
- 20 września – prezydentem Republiki Południowej Afryki został Frederik Willem de Klerk[6].

## Październik
- 6–7 października – oficjalnie obchodzono 40-lecie NRD. W tym samym czasie opozycja zorganizowała kontrmanifestacje[2].
- 7 października – Węgierska Socjalistyczna Partia Robotnicza zdecydowała się na przekształcenie partii w Węgierską Partię Socjalistyczną[2].
- 18 października:
  - znowelizowano węgierską konstytucję – zagwarantowano istnienie systemu wielopartyjnego[2].
  - Erich Honecker zrezygnował z urzędów partyjnych i państwowych. Stanowisko sekretarza generalnego Niemieckiej Socjalistycznej Partii Jedności objął Egon Krenz[2].
- 20–25 października – fala manifestacji w Lipsku, Berlinie, Dreźnie, Poczdamie, Halberstadt, Greifswaldzie, Neubrandenburgu, Plauen i Karl-Marx-Stadt[2].
- 23 października – proklamowano Republikę Węgier[2].
- 26 października – odbyło się spotkanie przedstawicieli Nowego Forum z władzami SED[2].
- 29 października – odbyły się wybory parlamentarne w Hiszpanii[1].

## Listopad
- 3–9 listopada – 40 tysięcy obywateli NRD wyjechało do RFN przez terytorium Czechosłowacji[2].
- 4 listopada – w Berlinie Wschodnim odbyła się manifestacja, która zgromadziła ok. 500-700 tysięcy osób[2].
- 7 listopada – rząd NRD podał się dymisji[2].
- 8 listopada – Nowe Forum zarejestrowało się jako partia polityczna[2].
- 9 listopada – rząd NRD zdecydował się na otwarcie granicy z Berlinem Zachodnim. Po ogłoszeniu tej decyzji rozpoczęto spontaniczne niszczenie Muru berlińskiego[3].
- 13 listopada – premierem nowego rządu NRD został Hans Modrow. Wyraził on wolę odtworzenia wspólnoty obu państw niemieckich[2].
- 17 listopada – w rocznicę pogrzebu Jana Opletala odbyła się manifestacja w Pradze. Przemarsz na Plac Wacława został zablokowany przez milicję[2].
- 18 listopada:
  - wiec zorganizowany w Rydze przez Łotewski Front Ludowy zgromadził ok. 500 tysięcy uczestników[2].
  - odbył się strajk środowisk teatralnych w Pradze[2].
- 19 listopada – czescy opozycjoniści powołali stowarzyszenie Forum Obywatelskie[2].
- 20 listopada – słowaccy opozycjoniści powołali stowarzyszenie Społeczeństwo przeciw Przemocy przez opozycjonistów Słowackich. Jednocześnie w Czechosłowacji odbyły się kolejne manifestacje (Praga, Bratysława, Brno, Ołomuniec)[2].
- 21 listopada – odbył się masowy strajk uczelni czechosłowackich. Premier Ladislav Adamec zagwarantował niestosowanie sił zbrojnych do tłumienia opozycji. Wieczorem odbyły się kolejne manifestacje, z przemówieniem wystąpił m.in. Václav Havel[2].
- 22 listopada:
  - odbyły się kolejne manifestacje w Czechosłowacji. w Brnie utworzono Forum Obywatelskie[2].
  - SED zgodził się na udział w rozmowach dotyczących Niemieckiej Republiki Demokratycznej[2].
- 23 listopada – podczas manifestacji w Pradze z przemówieniem wystąpił Alexander Dubček[2].
- 24–27 listopada – odbyło się plenum KC KPCz. W czasie obrad 15 z 24 członków Prezydium i Sekretariatu złożyło dymisje[2].
- 25 listopada – nowym sekretarzem generalnym KPCz został Karel Urbanek[2].
- 26 listopada:
  - odbyło się referendum na Węgrzech – zdecydowano się na przeprowadzenie wyborów prezydenckich po wyborach parlamentarnych[2].
  - odbyło się spotkanie delegatów Forum Obywatelskiego i Frontu Narodowego – rozpoczęto rozmowy pomiędzy czechosłowacką opozycją a władzą[2].
- 27 listopada:
  - w Pradze utworzono Partię Zielonych. W całej Czechosłowacji wybuchł strajk generalny[2].
  - Rada Najwyższa ZSRR przyznała republikom bałtyckim autonomię gospodarczą począwszy od 1 stycznia 1990 roku[2].
- 28 listopada:
  - w Bundestagu odbyła się debata budżetowa, podczas której kanclerz Helmut Kohl wysunął propozycję dziesięciopunktowego planu, którego celem miałoby być zjednoczenie[2][7].
  - doszło do porozumienia na linii Forum Obywatelskie – premier Ladislav Adamec. Ustalono, że skład nowego rządu zostanie zaprezentowany do 3 grudnia[2].
- 29 listopada – wprowadzono zmiany w czechosłowackiej konstytucji dotyczące kierowniczej roli partii i ideologii marksistowsko-leninowskiej[2].
- 30 listopada – odbył się pierwszy oficjalny kontakt między Forum Obywatelskim a KPCz[2].

## Grudzień
- 1 grudnia – Volkskammer przeprowadziła zmiany w konstytucji NRD. Wykreślono m.in. zapis o kierowniczej roli SED[2].
- 3 grudnia – Biuro polityczne SED podało się do dymisji[2].
- 4 grudnia:
  - Unia Chrześcijańsko-Demokratyczna i Liberalno-Demokratyczna Partia Niemiec opuściła „blok sojuszniczy z SED”[2].
  - w Moskwie spotkali się przedstawiciele państw Układu Warszawskiego. Podczas spotkania uznano interwencję w Czechosłowacji w 1968 roku za sprzeczną z prawem międzynarodowym[2].
- 5 grudnia – odbyły się rozmowy premiera Adamca z przedstawicielami FO. Przedstawienie projektu nowej konstytucji[2].
- 6 grudnia – premier Czechosłowacji Ladislav Adamec podał się do dymisji[2].
- 7 grudnia:
  - rozpoczęły się pierwsze obrady niemieckiego Okrągłego Stołu. Postanowiono uchwalić nową konstytucję, przeprowadzić wolne wybory i zlikwidować Stasi[2].
  - nowym premierem Czechosłowacji został Marian Czalfa[2].
- 9 grudnia – doszło do porozumienia sił czechosłowackiej opozycji z KPCz na temat składu nowego rządu federalnego[2].
- 10 grudnia – powołano nowy rząd Mariana Czalfy[2].
- 13 grudnia – Frederik Willem de Klerk po raz pierwszy spotkał się z Nelsonem Mandelą[6].
- 14 grudnia – w Jassach doszło do nieudanej próby zorganizowania manifestacji przeciwko dyktaturze[8].
- 15 grudnia – wybuchły demonstracje w Timișoarze w obronie duchownego László Tőkésa[8].
- 17 grudnia – w Timișoarze służby bezpieczeństwa dowodzone przez generała Victora Stănculescu użyły broni w celu stłumienia protestów[9].
- 18 grudnia – podpisano traktat o współpracy handlowej i gospodarczej między ZSRR a Wspólnotą Europejską[1].
- 19 grudnia – Helmut Kohl wystąpił na wiecu w Dreźnie[2].
- 20 grudnia – odbył się masowy strajk w zakładach pracy w Timișoarze. W tym samym czasie pojawiły się demonstracje w innych miastach w Rumuńskiej Republice Ludowej[8].
- 21 grudnia:
  - wiec zwołany w Bukareszcie przez Nicolae Ceaușescu przerodził się w demonstrację przeciw władzy[8].
  - węgierski parlament podjął decyzję o samorozwiązaniu w dniu 16 marca 1990[2].
- 22 grudnia – w Rumunii wprowadzono stan wyjątkowy[8].
- 24 grudnia – Kongres Deputowanych Ludowych obradujący w Moskwie uznał pakt Ribbentrop-Mołotow za nieważny[2].
- 25 grudnia – po nieudanej próbie ucieczki, Nicolae Ceaușescu został wraz z żoną zatrzymany przez wojsko, osądzony i stracony. Wojsko otrzymało rozkaz powrotu do koszar, a na ulicach rumuńskiej stolicy rozpoczęła się niekontrolowana strzelanina[8][10].
- 26 grudnia – po egzekucji Nicolae Ceaușescu prezydentem Rumunii został Ion Iliescu, a premierem Petre Roman[3].
- 28 grudnia – przewodniczącym Zgromadzenia Federalnego CSRS został Alexander Dubček[2].
- 29 grudnia:
  - prezydentem Czechosłowacji został Václav Havel[2].
  - polski Sejm uchwalił zmiany w Konstytucji PRL, na mocy których przywrócono nazwę państwa sprzed 1952 roku – Rzeczpospolita Polska oraz godło z białym orłem w koronie na czerwonym tle[3].